# Kandaules

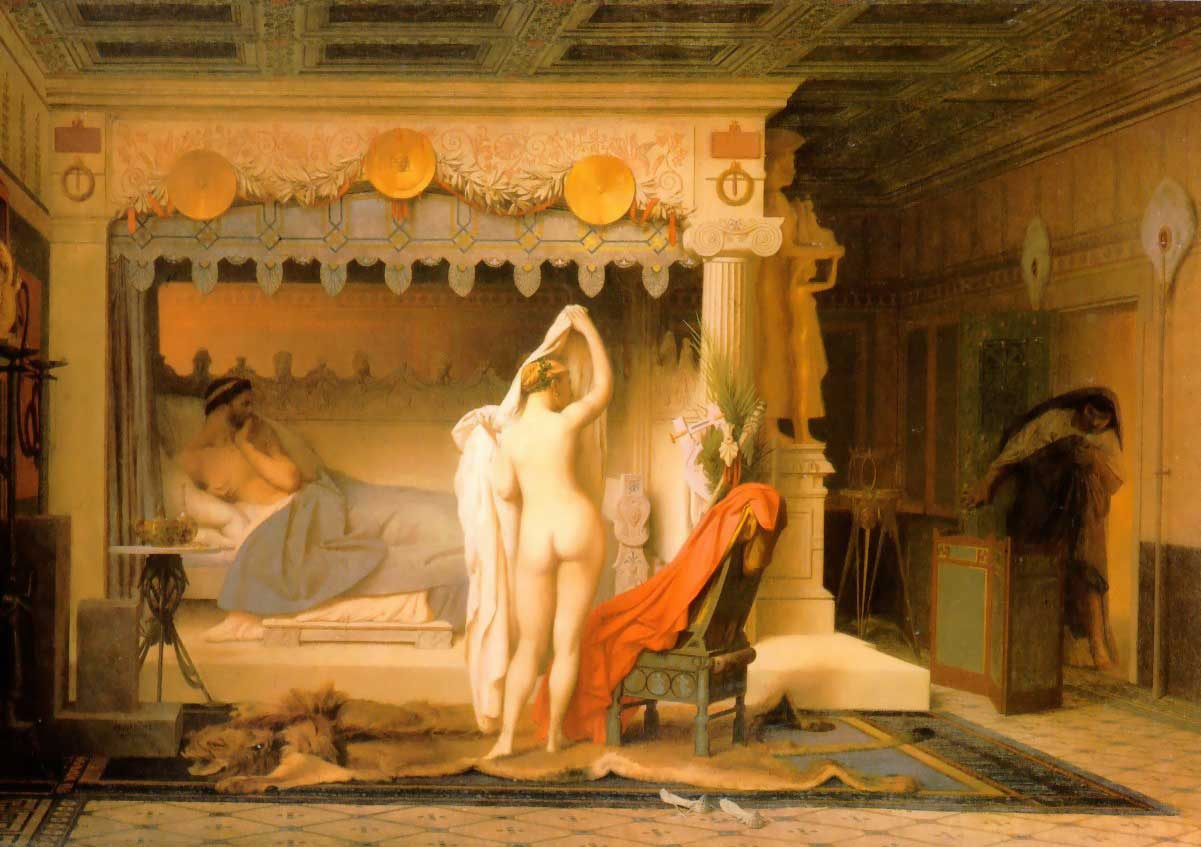
Kandaules visar sin hustru för Gyges som i smyg tittar in i deras sovrum.
Målning av Jean-Léon Gérôme

Kandaules, av grekerna kallad Myrsilos,  var son av Myrsos och den siste heraklidiske kungen i Lydien, död omkring 715 f.Kr.
Enligt Herodotos var Kandaules mycket stolt över sin hustrus skönhet och insisterade att visa henne naken för sin närmaste man Gyges utan hennes vetskap. Drottningen fick dock syn på Gyges när han kikade på henne i hennes rum. För detta ville nu drottningen hämnas på Kandaules och dagen därpå kallade hon till sig Gyges. Hon sade till honom att välja mellan att straffas med döden eller att döda Kandaules och ta makten i kungariket tillsammans med henne. Han valde det senare alternativet.